# Frédéric Bruynseels
Frédéric-Albert Gustave Bruynseels (* 13. Juli 1888 in Antwerpen; † 10. Oktober 1959) war ein belgischer Segler.

## Erfolge
Frédéric Bruynseels, der für den Royal Yacht Club Oostende segelte, wurde 1920 in Antwerpen bei den Olympischen Spielen in der 6-Meter-Klasse nach der International Rule von 1907 Olympiasieger. Er war neben Florimond Cornellie Crewmitglied der Edelweiß II, Skipper war dessen Vater Émile Cornellie. In drei Wettfahrten hatte die Edelweiß II drei Konkurrenten und belegte in der ersten und dritten Wettfahrt jeweils den zweiten sowie in der zweiten Wettfahrt den ersten Platz. Mit fünf Gesamtpunkten schloss Bruynseels die Regatta auf dem ersten Platz vor den beiden norwegischen Booten Marmi und Stella ab.